# Maurice Halbwachs
Maurice Halbwachs (Reims, 11 de març de 1887 - Buchenwald, 16 de març de 1945) va ser un psicòleg i sociòleg francès de l'escola durkheimiana.
Halbwachs era fill d'un professor d'alemany del Liceu de Reims. Va ser agregat de filosofia, doctor en dret i va publicar inicialment una monografia, Leibniz. Després va ser nomenat professor de filosofia a la facultat de lletres de la Universitat de Caen i, el 1919, professor de sociologia a la Universitat d'Estrasburg. El 1935 va obtenir una càtedra a La Sorbona.
Halbwachs, que va viatjar molt com a professional, va ser nomenat president de l'Institut français de sociologie el 1938. El 10 de maig de 1944, va ser triat per a la càtedra de psicologia col·lectiva al Collège de France, però el 23 de juliol va ser detingut per la Gestapo, pocs dies després que el seu fill Pierre i alguns mesos després de l'assassinat del seu sogre, Victor Basch, i de la seva esposa. Va ser internat a la presó de Fresnes i després deportat al camp de concentració nazi de Buchenwald, on va morir.
És autor de nombroses obres de sociologia. La seva obra, majoritàriament continuadora del llegat d'Émile Durkheim, ha estat, però, marcada per la influència de Henri Bergson, de qui va ser alumne. Va escriure una tesi doctoral notable sobre La classe ouvrière et les niveaux de vie («La classe obrera i els nivells de vida»), i en la seva obra més cèlebre, La mémoire collective, estudia el concepte de memòria col·lectiva, creat per ell.

## La mémoire collective
La definició bàsica de l'espai té dos significats diferents. En el sentit literal tracta d'una part de l'espai físic apoderat per l'home. El sentit metafòric, l'espai representa una esfera ideal en la qual es troben tant els diferents grups socials com les diferents persones. Aquest sentit metafòric de l'espai forma part del llibre La mémoire collective: si un grup social està en un espai, el transforma segons les seves idees però alhora se sotmet als elements materials que resisteixen al grup. Els canvis en la memòria col·lectiva i les seves conseqüències per a l'espai (per exemple la família es fa rica o pobre) Halbwachs ho relaciona amb l'ambient urbà i l'ambient rural. Aquesta teoria de relacions entre la memòria col·lectiva i l'ambient del camp o la ciutat la segueixen altres autors, gràcies als quals disposem de conceptes teòrics ben desenvolupats. Un exemple clar és el terme «no-lloc» de Marc Augé o els termes «locus» i «memorial» de Paul Connerton.

## L'espai relacionat amb la memòria col·lectiva
Segons Halbwachs, el grup social a la ciutat no sent la seva variabilitat i inestabilitat i això és a causa de l'organització rígida de les xarxes socials dins dels barris. L'exemple d'aquesta relació estreta entre la ciutat i la gent es pot observar a Roma o París. Aquestes són ciutats centenàries que han sobreviscut malgrat diversos cops d'estat, guerres i revoltes. Per entendre millor la connexió entre els grups i l'ambient urbà, Halbwachs recomana centrar l'atenció en les parts més antigues de la ciutat i en les parts aïllades. Allò bàsic és observar el comerç a la ciutat, la producció i les interaccions entre la gent, focalitzat en les parts dels afores de la ciutat. D'altra banda, hi ha el concepte d'espai de Pierre Nora. Nora afirma que l'home en l'actualitat no viu mitjançant la seva memòria sinó que necessita relacionar la memòria amb llocs. Per tant, aquest tipus de memòria connectat amb un lloc és indirecta i Nora l'anomena història. La teoria de Nora està d'acord amb Halbwachs en què la memòria sempre procedeix d'una comunitat. Halbwachs afirma que hi ha tantes possibles interpretacions de l'espai com comunitats hi hagi.

## Concepte de no-lloc
El concepte de no-lloc representa un indret que no es pot descriure per un seguit de relacions, no li podem atribuir una història ni una identitat. Segons aquesta definició, podem considerar com no-llocs els aeroports, les xarxes de telecomunicacions, els supermercats, les carreteres, etc. És a dir, podem caracteritzar el no-lloc per la temporalitat i per allò passatger. Tot i que Marc Augé veu les autopistes, les carreteres i els aeroports com a exemples de no-llocs, aquests indrets es poden denominar també com a llocs de memòria col·lectiva com palesen els noms d'alguns aeroports: l'aeroport de Václav Havel a Praga o l'Aeroport de París-Charles de Gaulle. Quan nomenem un aeroport amb el nom d'algun personatge cèlebre l'espai es transforma en un monument que pot representar alguna cosa passada mitjançant quelcom actual. Si la gent es reuneix a llarg termini en un lloc, en poc temps aquest lloc es connecta amb la memòria col·lectiva. És com si féssim una línia que marca un lloc concret i aquest lloc comencés a significar un tipus de records comuns. Després és igual si la gent es troba regularment a la plaça (lloc segons Augé) o si es troba al supermercat o a l'aeroport (no-llocs segons Augé) perquè en tots dos casos hi haurà memòria col·lectiva.

## Obra
- Leibniz, Mellotté, 1907

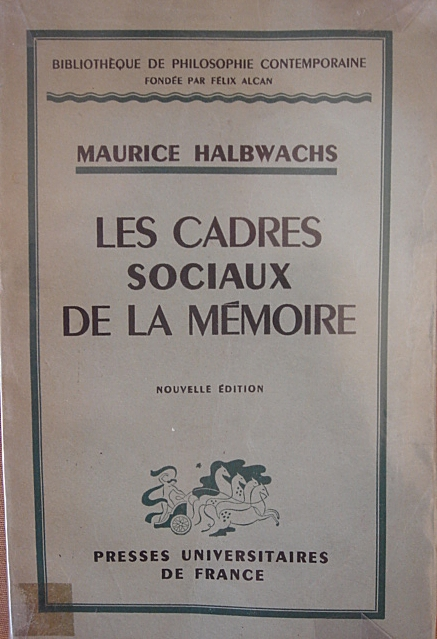
Les cadres sociaux de la mémoire, una de la més cèlebres creacions de Halbwachs

- La classe ouvrière et les niveaux de vie, Alcan, Paris, 1913 Llegir-lo en línia
- Les cadres sociaux de la mémoire, Alcan, 1925 Llegir-lo en línia
- La population et les tracés de voies à Paris depuis cent ans, PUF, 1928
- Les causes du suicide, Alcan, 1930 Llegir-lo en línia
- Morphologie sociale, Colin, 1930
- "L'espèce humaine du point de vue du nom ", a l'Encyclopédie française, tom VII, París, 1936 (en col·laboració amb Alfred Sauvy)
- La topographie légendaire des Évangiles a Terre Sainte; étude de mémoire collective, 1941
- La mémoire collective, 1950 Llegir-lo en línia